# Larry Hogan
Larry Hogan (25. května 1956 Washington, D.C.) je americký politik za Republikánskou stranu, mezi lety 2015–2023 guvernér Marylandu.
Jeho otec Lawrence Hogan byl republikánským poslancem federální sněmovny reprezentantů za Maryland, a Larry vyrůstal v Landoveru v Marylandu, než se po rozvodu rodičů v roce 1972 přesunul se svojí matkou na Floridu. Tam v letech 1974–1978 získal bakalářský titul na Floridské státní univerzitě.
V roce 1981 se ucházel o poslanecký mandát v marylandském pátém okrsku, který dříve držel jeho otec, ale v republikánských primárkách byl až druhý. Po neúspěchu se začal věnovat podnikání v oboru investic a realit. V roce 1992 se znovu ucházel o poslanecký mandát v marylandském pátém okrsku. Prohrál s  kandidátem Demokratů Stenym Hoyerem 44 % ku 53 %. 
V letech 2003 vykonával funkci tajemníka pro jmenování, do které ho dosadil republikánský guvernér Bob Ehrlich.
Do funkce guvernéra Marylandu byl zvolen poprvé v roce 2014 a svůj mandát obhájil v roce 2018. Na třetí funkční období v řadě kandidovat nemohl a v lednu 2023 jej v úřadu nahradil demokrat Wes Moore.